# شهرستان بیالا، استان روسه
شهرستان بیالا (به بلغاری: Byala Municipality) یک شهرستان در بلغارستان است که در استان روسه واقع شده‌است. شهرستان بیالا ۳۴۱ کیلومتر مربع مساحت و ۱۴٬۹۶۲ نفر جمعیت دارد.